# Nodgi Enéas Pellizzetti
Nodgi Enéas Pellizzetti (Rio do Sul, 17 de dezembro de 1940 – Florianópolis, 1 de agosto de 2002) foi um político brasileiro, filiado ao Partido Democrático Trabalhista (PDT).

## Carreira
Foi deputado à Assembleia Legislativa de Santa Catarina na 11ª legislatura (1987 — 1991).